# Ferdinand Raimund
Ferdinand Jakob Raimann, dit Ferdinand Raimund, né le 1er juin 1790 à Vienne et mort le 5 septembre 1836 à Pottenstein, est un acteur, poète et dramaturge autrichien.

## Biographie
Ferdinand Raimund a son premier contact avec le théâtre en qualité de vendeur de confiseries au Burgtheater de Vienne. En 1808, il rejoint une troupe de comédiens ambulants. Il se fait connaître en tant qu’acteur au Theater in der Josefstadt à Vienne. En 1823, sa première pièce, Le Fabricant de baromètres sur l’île enchantée, donnée au Théâtre de Leopoldstadt lui amène une notoriété qui ne le quittera pas. Suivront sept autres pièces qui se rattachent au genre de la féérie très en vogue à Vienne à cette époque.
Convaincu d’avoir été mordu par un chien enragé, il se suicide en se tirant une balle dans la tête.

## Œuvres
- Le Fabricant de baromètres sur l’île enchantée, 1823
- Die gefesselte Phantasie, 1826
- Der Alpenkönig und der Menschenfeind, 1828